# Lohja Lionesses
Le Lohja Lionesses sono una squadra di football americano femminile di Lohja, in Finlandia, fondata nel 2017. Fino a quella data sono state la squadra femminile dei Lohja Lions, confluiti in quell'anno negli United Newland Crusaders.

## Dettaglio stagioni

### Tornei nazionali

#### Campionato

##### Naisten Vaahteraliiga
| Stagione | regular season | regular season | regular season | regular season | regular season | regular season | playoff | playoff | playoff | playoff | playoff | playoff   | playoff    |
|          | Vin            | Par            | Per            | Tot            | PF             | PS             | Vin     | Per     | Tot     | PF      | PS      | risultato | avversaria |
| -------- | -------------- | -------------- | -------------- | -------------- | -------------- | -------------- | ------- | ------- | ------- | ------- | ------- | --------- | ---------- |
| 2022     | 3              | 0              | 7              | 10             | 161            | 359            | -       | -       | -       | -       | -       | -         | -          |
| Totale   | 3              | 0              | 7              | 10             | 161            | 359            | -       | -       | -       | -       | -       |           |            |

Fonti: Enciclopedia del Football - A cura di Massimo Mezzetti

##### Naisten I-divisioona
| Stagione | regular season | regular season | regular season | regular season | regular season | regular season | playoff | playoff | playoff | playoff | playoff | playoff    | playoff              |
|          | Vin            | Par            | Per            | Tot            | PF             | PS             | Vin     | Per     | Tot     | PF      | PS      | risultato  | avversaria           |
| -------- | -------------- | -------------- | -------------- | -------------- | -------------- | -------------- | ------- | ------- | ------- | ------- | ------- | ---------- | -------------------- |
| 2018     | 3              | 0              | 3              | 6              | 136            | 106            | -       | -       | -       | -       | -       | -          | -                    |
| 2020     | 1              | 0              | 3              | 4              | 74             | 88             | -       | -       | -       | -       | -       | -          | -                    |
| 2021     | 4              | 0              | 1              | 5              | 136            | 36             | 0       | 1       | 1       | 6       | 35      | Semifinale | Oulu Northern Lights |
| Totale   | 8              | 0              | 7              | 15             | 346            | 230            | 0       | 1       | 1       | 6       | 35      |            |                      |

Fonti: Enciclopedia del Football - A cura di Massimo Mezzetti

##### Naisten II-divisioona
| Stagione | regular season | regular season | regular season | regular season | regular season | regular season | playoff | playoff | playoff | playoff | playoff | playoff     | playoff           |
|          | Vin            | Par            | Per            | Tot            | PF             | PS             | Vin     | Per     | Tot     | PF      | PS      | risultato   | avversaria        |
| -------- | -------------- | -------------- | -------------- | -------------- | -------------- | -------------- | ------- | ------- | ------- | ------- | ------- | ----------- | ----------------- |
| 2017     | 6              | 0              | 1              | 7              | 220            | 58             | 1       | 1       | 2       | 48      | 43      | Finale      | Kuopio Steelers   |
| 2019     | 4              | 0              | 0              | 4              | 132            | 56             | 1       | 0       | 1       | 44      | 24      | Campionesse | Hyvinkää Falcons  |
| 2024     | 2              | 0              | 0              | 2              | 98             | 14             | -       | -       | -       | -       | -       | Campionesse | Pirkkala Spartans |
| Totale   | 12             | 0              | 1              | 13             | 450            | 128            | 2       | 1       | 3       | 92      | 67      |             |                   |

Fonti: Enciclopedia del Football - A cura di Massimo Mezzetti

### Riepilogo fasi finali disputate
| Anno           | Luogo  | Evento                | Fase del torneo | Incontro                               | Risultato |
| 27 agosto 2017 | Kuopio | Naisten II-divisioona | Finale          | Kuopio Steelers - Lohja Lionesses      | 37 - 18   |
| 20 luglio 2019 | Lohja  | Naisten II-divisioona | Finale          | Lohja Lionesses - Hyvinkää Falcons     | 44 - 24   |
| 28 agosto 2021 | Oulu   | Naisten I-divisioona  | Semifinale      | Oulu Northern Lights - Lohja Lionesses | 35 - 6    |

## Palmarès
- 1 Naisten II-divisioona (2019)